# Прогресс М-01М
Прогресс М-01М — модифицированный транспортный грузовой космический корабль (ТГК) новой серии (11Ф615А60), запущенный к Международной космической станции. Отличительной особенностью ТГК является его цифровая (а не аналоговая) система управления. К орбитальной станции корабль будет лететь в два раза больше обычного — целых четыре дня. Это сделано для того, чтобы Центр управления полётами мог провести все необходимые тесты нового оборудования «ЦВМ-101». 31-й российский корабль снабжения МКС. Серийный номер 401.

## Цель полёта
Доставка на МКС более 2600 килограммов различных грузов, в числе которых топливо, кислород, продукты питания, научная аппаратура, дополнительное оборудование для российского и американского сегментов станции, а также посылки для экипажа МКС. Новый ТГК «Прогресс» несёт полезной нагрузки на 80 килограммов больше. Это место освободилось в результате замены громоздкого аналогового оборудования на более компактное цифровое. Отработка модифицированного ТГК в условиях космического полёта.

## Хроника полёта
- 26.11.2008, в 15:38:38 (MSK), (12:38:38 UTC) — запуск с космодрома Байконур[4];
- 30.11.2008, в 15:28:10 (MSK), (12:28:10 UTC) — осуществлена стыковка с МКС к стыковочному узлу на агрегатном отсеке служебного модуля «Пирс». В связи с некорректными параметрами сближения на участке причаливания Центр управления полётами выдал рекомендацию экипажу станции на заключительном этапе перейти в режим ручного (телеоператорного) управления кораблём;
- 06.02.2009, в 07:10:44 (MSK), (04:10:44 UTC) — ТГК отстыковался от орбитальной станции и отправился в автономный полёт.

## Перечень грузов
Суммарная масса всех доставляемых грузов: 2676 кг.
| Название | Масса (кг) |
| --- | ---------- |
| Топливо в баках системы дозаправки                                                                                   | 870        |
| Кислород в баллонах средств подачи кислорода (СрПК):                                                                 |            |
| Кислород | 28         |
| Воздух | 21         |
| Вода в баках системы «Родник»                                                                                        | 185        |
| Топливо в баках КДУ для нужд МКС                                                                                     | 250        |
| Грузы, доставляемые в герметичном отсеке (суммарная масса — 1322 кг):                                                |            |
| Оборудование для систем:                                                                                             |            |
| обеспечения газового состава (СОГС)                                                                                  | 4          |
| водообеспечения (СВО)                                                                                                | 50         |
| обеспечения теплового режима (СОТР)                                                                                  | 6          |
| управления бортовой аппаратурой (СУБА)                                                                               | 11         |
| электропитания (СЭП)                                                                                                 | 77         |
| Средства технического обслуживания и ремонта (СТОР)                                                                  | 10         |
| Средства санитарно-гигиенического обеспечения (ССГО)                                                                 | 171        |
| Средства индивидуальной защиты (СИЗ)                                                                                 | 56         |
| Средства освещения                                                                                                   | 4          |
| Контейнеры с рационами питания, свежие продукты                                                                      | 296        |
| Медицинское оборудование, бельё, средства личной гигиены и профилактики воздействия невесомости                      | 133        |
| Оборудование для ФГБ «Заря»                                                                                          | 18         |
| Оборудование для СО-1 «Пирс»                                                                                         | 10         |
| Оборудование для МИМ-1 «Рассвет»                                                                                     | 77         |
| Оборудование для научных исследований: экспериментов                                                                 | 105        |
| Бортдокументация, посылки для экипажа, комплект для фотоаппаратуры                                                   | 37         |
| Оборудование для американского сегмента, в том числе продукты питания, средства санитарно-гигиенического обеспечения | 321        |